# Isaac le Pirate
Isaac le Pirate är en tecknad komisk äventyrsserie i historisk miljö, skapad av fransmannen Christophe Blain 2001. Serien dök först upp i antologitidningen Poisson Pilote från Dargaud och publicerades sedan i egna album.
Isaac handlar om en begåvad konstnär som blir övertalad att följa med ett fartyg ut på havet för att dokumentera deras resa. Vad han inte vet är att besättningen alla är före detta pirater, att kaptenen är ute efter att upptäcka okända delar av världen och att de inte kommer att återvända hem på många år. I land väntar Isaacs Alice, vars förehavanden på land har en lika viktig del i historien som Isaacs äventyr.
Serien har även publicerats på engelska under titeln Isaac the Pirate. Den har blivit kritikerrosad och prisbelönades på seriefestivalen i Angoulême-festivalen 2002.